# Charles W. Clark
Pour les articles homonymes, voir Clark.
Charles William Clark (15 octobre 1865 - 4 août 1925) est un baryton et professeur de chant. Il est généralement considéré comme le premier baryton américain célèbre en Europe et l'un des plus grands barytons de tous les temps. Il a chanté avec grand succès dans les grandes maisons d'opéra d'Europe et d'Amérique, apparaissant dans une grande variété de rôles des répertoires italien, français et allemand allant de la poésie lyrique à la dramatique.

## Biographie

### Jeunesse
Charles W. Clark est né à Van Wert, Ohio le 15 octobre 1865. Il était le quatrième de huit enfants et le deuxième de six qui a survécu à l'enfance. Son père, William Asbury Clark, était un meunier et un éminent citoyen de Van Wert. Sa mère était Virginie Adelia Mahan. Il est scolarisé au lycée de Van Wert (en), puis est admis au Methodist College à Fort Wayne, Indiana (aujourd’hui Université Taylor (en)).
Pendant ses études, Clark a travaillé dans l'usine de son père à Van Wert comme l'un des gars qui ont fait le grain en farine. Comme était doué d’une voix extraordinaire, a pratiqué le chant pendant son temps libre et pendant les offices à l'église First Methodist de Van Wert.
Un accident en 1884 a conduit à Clark d'envisager sérieusement une carrière de chanteur. Un jour, alors qu'il travaillait à l’usine, un morceau de pierre a volé sur une roue et l'a frappé à l'œil. De l’irritation soufferte pendant un certain temps, on pensait qu'il allait perdre la vue. Il était donc impossible pour Clark pourrait continuer à travailler sur le fabrique.
En 1885, il a commencé à étudier le chant à l'âge de vingt avec Frederick W. Root à Chicago. Cette relation va durer dix ans. A commencé à prendre son premier public tout en étudiant avec M. Root. Ils ont été un succès immédiat.
Le 7 novembre 1888 Charles a épousé Jessie Amanda Baker. Ensemble, ils ont eu cinq enfants : Helen Clark, Charles R. Clark, Ronald B. Clark, Virginia Clark et Louise Clark, seuls les trois derniers ont survécu à l'enfance.

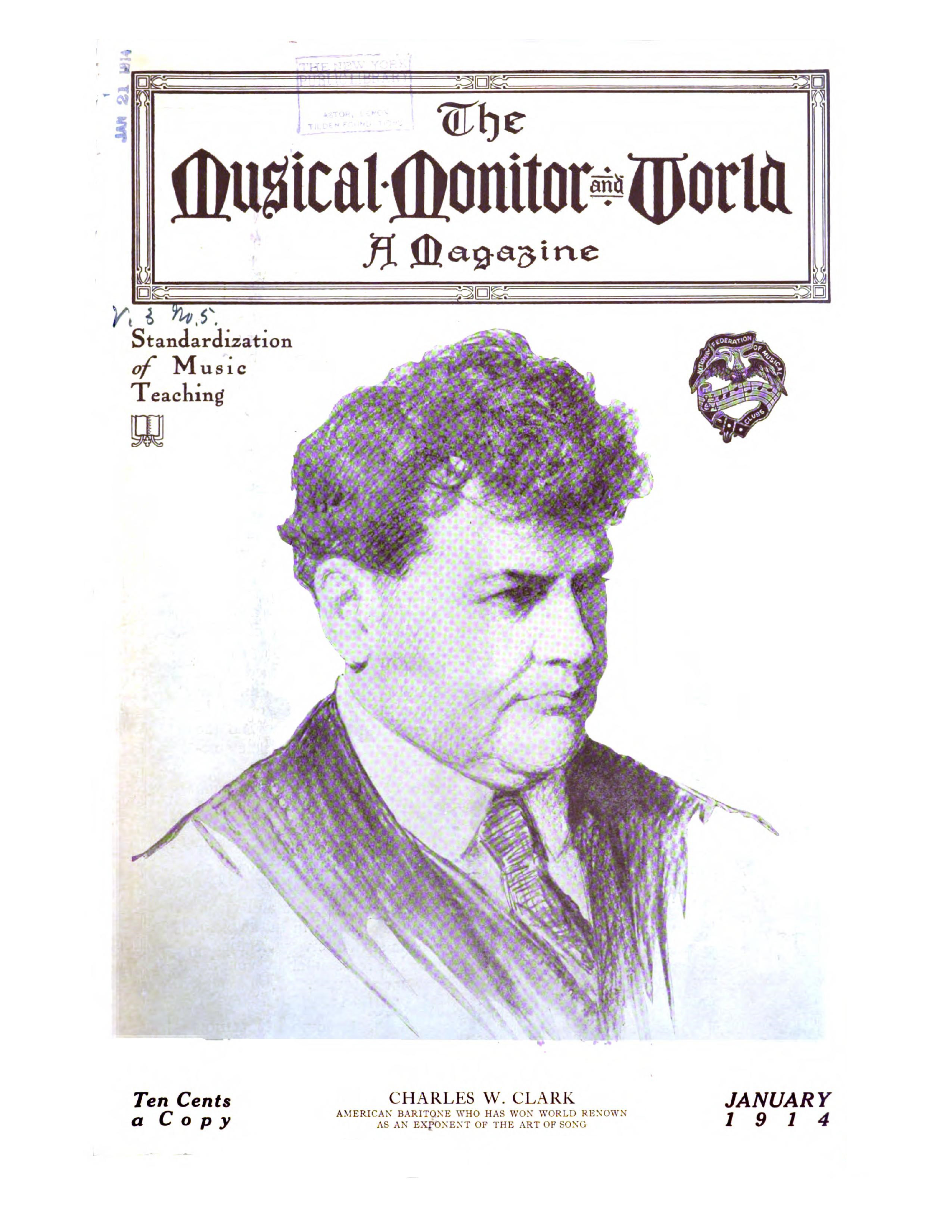
Charles W. Clark sur la couverture du magazine The Musical Monitor and World en 1914

En 1894, il a été embauché pour un concert où il chante la Création de Haydn. Sa présentation a été un succès et est acclamé par le public. Cela l'a convaincu de poursuivre ses études en Europe. Voici quelques-unes des critiques de la performance :
« M. Clark, le jeune baryton, chantait en touchant le cœur de ses auditeurs dès la première pièce de l'oratorio, augmentant le charme à chaque nouvelle pièce qu'il jouait. » ... « M. Clark, le baryton, a une voix si magnifique, une présence si virile et une diction si claire et brillante, que chacun sentait un sentiment d'insatisfaction quand il ne chantait pas ».
En 1895, après avoir chanté fréquemment et avec succès dans plusieurs villes des États-Unis, il s'installe à Londres pour étudier à la Royal Academy of Music sous la direction d’Alberto Randegger et George Henschel. Il a également reçu de l'instruction à Munich avec Eugen Gura (en).
En 1896, pendant ses études à Londres, a également été occupés à chanter à diverses fonctions. Au début de 1897, il revient d'abord aux États-Unis. Après son arrivée, il a reçu une lettre dans laquelle il demandait un mois d'anticiper son retour en Angleterre pour qu'il puisse chanter la scène finale de Die Walküre lors d'un concert à l'occasion de l'anniversaire de Wagner. Lors d'un concert à l'automne dernier avait chanté la dernière scène du même opéra, c'était donc sa chance de conquérir communauté artistique Angleterre. Le fait est que le jeune alors Clark a réussi dans sa vie. Il a été salué comme le plus grand artiste qui ait jamais chanté La Passion en Angleterre, bien que plusieurs des artistes les plus célèbres du monde avait chanté avant.

### Carrière de chanteur

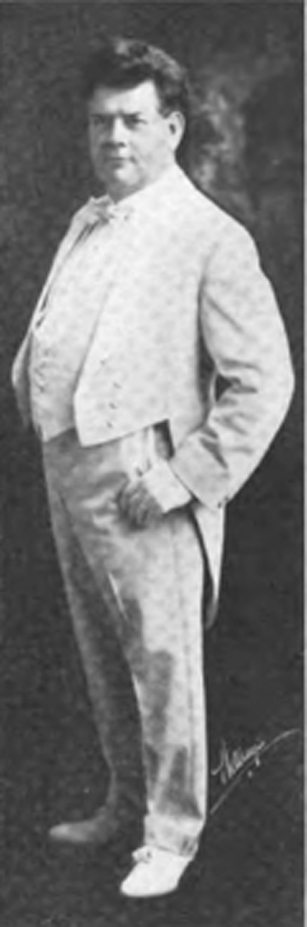
Charles W. Clark en robe de soirée blanche, 1914

Il fait sa première apparition publique à Londres en 1897 avec la Royal Philharmonic Society. Il a chanté Adieu de Wotan, qu'il chante plus tard dans sa première apparition en public à Chicago dans la même année avec l'Orchestre de Theodore Thomas.
En 1898, il a chanté pour la première fois à New York en une représentation de Le Messie avec l'Union Choral du Peuple au Metropolitan Opera House.
En 1902, il s'installe à Paris. Depuis lors, est représenté en Europe par l'agent L. G. Sharpe, qui a également représenté le pianiste polonais Ignacy Paderewski.
En 1903, Clark a donné quatre concerts au Conservatoire National Supérieur de Musique de Paris, un honneur qui avait été donnée à un Américain en soixante-dix ans de ces concerts. Le chanter lors des concerts du Conservatoire de chaque saison à Paris apparaissent également avec la Royal Philharmonic Society et de l'Orchestre du Gürzenich de Cologne.
Ses tournées en Europe et en Amérique lui ont apporté beaucoup de succès. Il a fait au moins six visites aux États-Unis, une tournée en Allemagne à deux reprises, et aussi en Angleterre, en Irlande, en Écosse, en Italie et au Portugal. Elle a chanté au Festival de Musique de Birmingham en concerts avec l'Orchestre Philharmonique de Liverpool, l'Orchestre Halle, London Symphony Orchestra, et des concerts de Broadwood. Il a joué dans les concerts de la ballade Boosey et le philharmonique et les grands orchestres de l'époque. Rien qu'à Londres a donné plus de cinquante récitals.
Clark l'habitude de chanter accompagné par les plus grands musiciens et les virtuoses de son temps, tels que Claude Debussy, Pablo Casals et Ignacy Paderewski entre autres.

## Décès
Le 4 août 1925, alors qu'il était assis au Théâtre Parkway à Chicago, Charles W. Clark est décédé d'une crise cardiaque à l'âge de 59 ans. Il dit qu'il y a eu un moment de grande douleur et certains ont escorté tout en transportant son cadavre. Elle a été suivie par la mort de sa femme le même jour. Les deux sont enterrés au cimetière Union Woodland à Van Wert, Ohio.

## Voix et tempérament

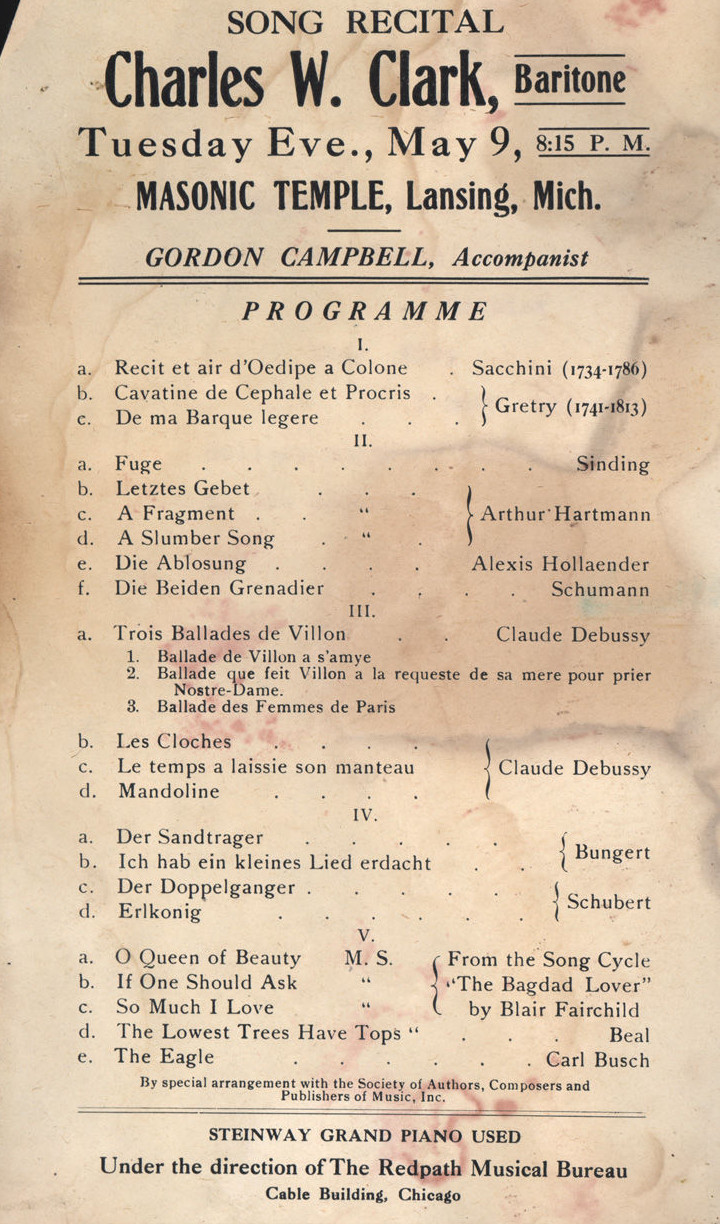
Programme d'un concert en 1916

Les critiques estiment Clark comme ayant l'une des meilleures voix de baryton. Il a été félicité pour sa belle et virile voix, son phrasé et la diction claire.
Une note dans la Spartanburg Herald paru le 5 avril, 1914 cite ce qui suit :
« M. Clark a été reconnu comme ayant « un fort tempérament ». Mais la période de « tempête et le stress » de la jeunesse est, en elle, maintenant affinée et adoucie par l'étude, le chant constant dans les grands centres de monde de l'art et par des expériences intenses vibrantes que vous avez eu à vivre. Dans ses interprétations des grands chefs-d'œuvre de la musique, on trouve, au lieu d'une représentation, une image vivante. Les sentiments les plus profonds compositeurs sont traversés et mis en lumière, chaque nuance de chaque humeur s'intensifie et clairement présenté à l'auditeur. Le savant et penseur derrière tout ce qui est chanté. Et une grande voix, superbe qualité et la beauté et le volume apparemment illimitée, sont le véhicule d'expression de tous les fruits du génie et le travail constant ».
Une note dans le journal The Musical Leader (en), publié le 4 juin 1914 a déclaré :
La position de M. Clark parmi les principaux chanteurs dans le monde est due à une combinaison de qualités qui témoigne du succès des styles particuliers de chant, combiné avec la polyvalence. Les performances font partie d'un style éclectique et sont des exemples des vieux maîtres italiens du XVIIIe siècle et des compositeurs modernes français, l'allemand, le russe et l'anglais. Paris a été salué comme le grand interprète de Claude Debussy, Gabriel Fauré et des compositeurs français actuels, et en allemand en tant qu'artiste puissance dominante dans le classique allemand et le "lieder" moderne. Il est également reconnu comme un génie dans oratorios de chant, et de ses représentations les plus frappantes et vives peut parler de Judas, dans les "Apôtres" d’Elgar, et comme le Prophète, dans "Elie".
En tant que chanteur wagnérien, Clark a excellé dans son temps. Son tempérament, sa ferveur dramatique, la sincérité et la splendide nature l'a fait. Sa voix avait la puissance et la portée de la chanteuse typique wagnérienne, mais il n'avait rien de la dureté qui est souvent associée à la représentation wagnérienne par les chanteurs de l'époque et d'aujourd'hui.
En 1903, après avoir entendu M. Clark chanter en allemand et en français, le roi d'Angleterre Édouard VII demanda Consuelo, duchesse de Manchester (en) : "Est-ce M. Clark un Français ou un Allemand ?" La duchesse répondit avec une grande fierté : "Il est un Américain, comme moi". "Eh bien", dit Sa Majesté, "Je n'ai jamais eu une boule dans la gorge, comme il a chanté 'Ich grolle nicht'".
Clark avait une dévotion presque têtue vers son idéal comme un « interprète de la chanson ». Il a refusé à plusieurs reprises toutes les offres du domaine de grand opéra, en dépit de l'insistance de ses amis et les fans.

## Autres faits

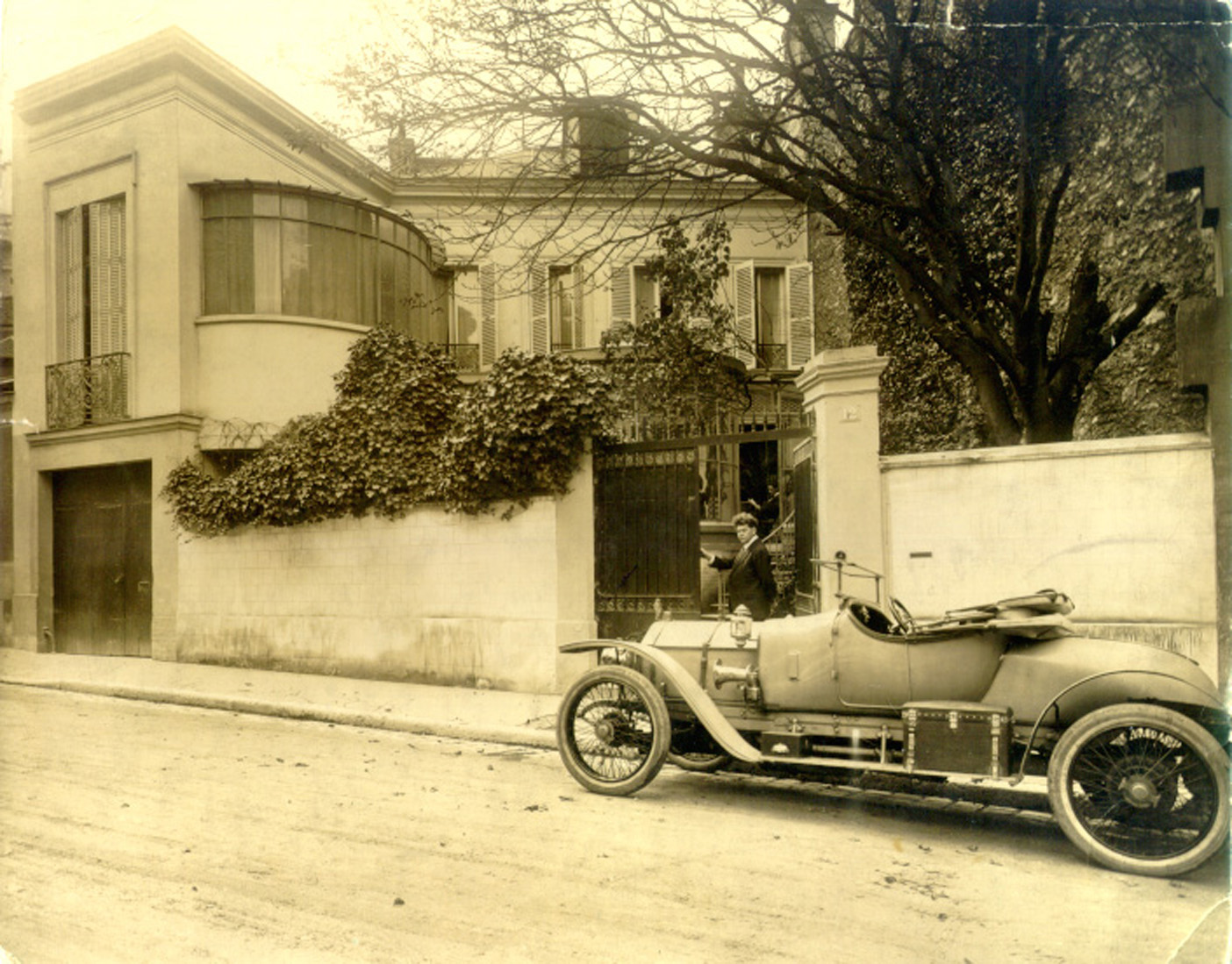
Charles W. Clark en face de sa maison à Paris en 1912

Clark était à la tête du département vocal du Conservatoire Bush (en) à Chicago, où il a influencé et guidé de nombreux étudiants.
Dans ses spectacles et des présentations, il était sous la direction artistique de la Redpath Agency (en), l’ancienne agence américaine du concert, qui a également dirigé les concerts aux États- Unis d’autres artistes célèbres tels qu’Ignacy Paderewski, madame Ernestine Schumann-Heink, et Pasquale Amato.
Le frère de Clark, médecin et chirurgien John Frederick Clark, était son représentant personnel à Chicago et a également baryton et professeur de chant. Ensemble, ils ont formé le Clark Studios à Chicago, où ils ont donné des cours de chant et de récitals de caractères.
Il a été l'un des premiers colons de la colonie d'artistes du Grossmont dans El Granito, San Diego, avec d'autres artistes de renom tels que le poète John Vance Cheney, le critique musical Havrah Hubbard, et le chanteur d'opéra Ernestine Schumann-Heink. Mme Schumann- Heink avait un tableau du Clark accroché dans sa maison. Elle sentait qu'elle avait grandement contribué au développement de la musique américaine. Son portrait a été accroché à côté de celui de John D. Spreckels (en), le magnat du sucre, un de ses personnes préférées.
L'œuvre Trois ballades de François Villon, composée par Claude Debussy en 1910, est interprétée pour la première fois le 5 mars 1911, par Charles W. Clark et les Concerts Séchiari sous la direction du compositeur.
Au cours de sa vie M. Clark a obtenu sept médailles d'or du gouvernement français en reconnaissance de sa contribution à la musique française et à les Français pendant la Première Guerre Mondiale. Il est dit que la guerre impressionné lui par les enfants sans-abri des musiciens militaires français, il a donc décidé « d'adopter » une centaine d'entre eux.

## Enregistrements

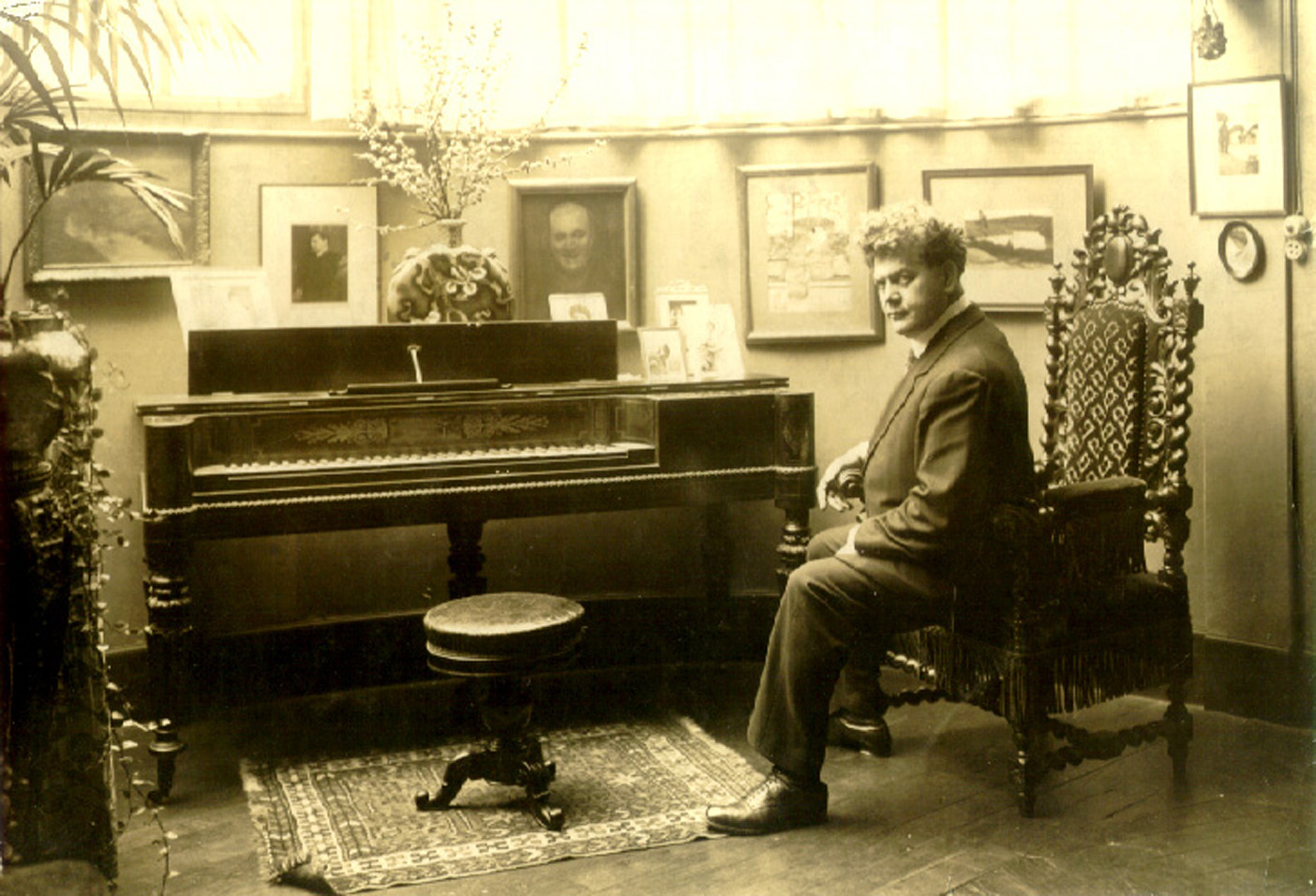
Charles W. Clark devant son piano à son domicile à Paris en 1912

Il y a cinq enregistrements Charles W. Clark qui sont enregistrés dans la liste numérique Columbia Records (A1400 - A5999), entre 1913 et 1917.
Le premier enregistrement a été effectué le 15 septembre 1913 sous l'étiquette A- 5519. D'un côté du disque est la chanson "It is Enough" de Elie par Felix Mendelssohn. De l'autre côté est la chanson "O Devine Redeemer” composé par Charles Gounod.
Son deuxième album a été produit sous le label A -1470 le 10 octobre 1913. D'un côté, la chanson "Irish Folk Song", composée par Arthur Foote. De l'autre côté est la chanson "Thy Beaming Eyes” par Edward MacDowell.
Sur son troisième album produit sous le label A- 5610, la chanson "O Star of Eve” de Tannhäuser par Richard Wagner (enregistré le 9 septembre 1913) apparaît sur un côté. De l'autre côté est "Vision fugitive" de Jules Massenet, enregistré le 15 août 1914.
Le quatrième document a été produit sous le label A -1818 le 15 mars 1915. D'un côté, la chanson "I'm A Pilgrim (in A Strange Land)" composé par George Marston. De l'autre côté est la chanson "That Sweet Story of Old", composée par John A. West.
Le dernier enregistrement qui apparaît dans les enregistrements de la discographie de Columbia a été enregistré le 6 janvier 1916. D'un côté, c'est la chanson "Dream Faces", composé par William Marshall Hutchinson et l'autre côté est la chanson "Uncle Rome" composé par Sidney Homer (en) et Howard Weedon.

## Répertoire

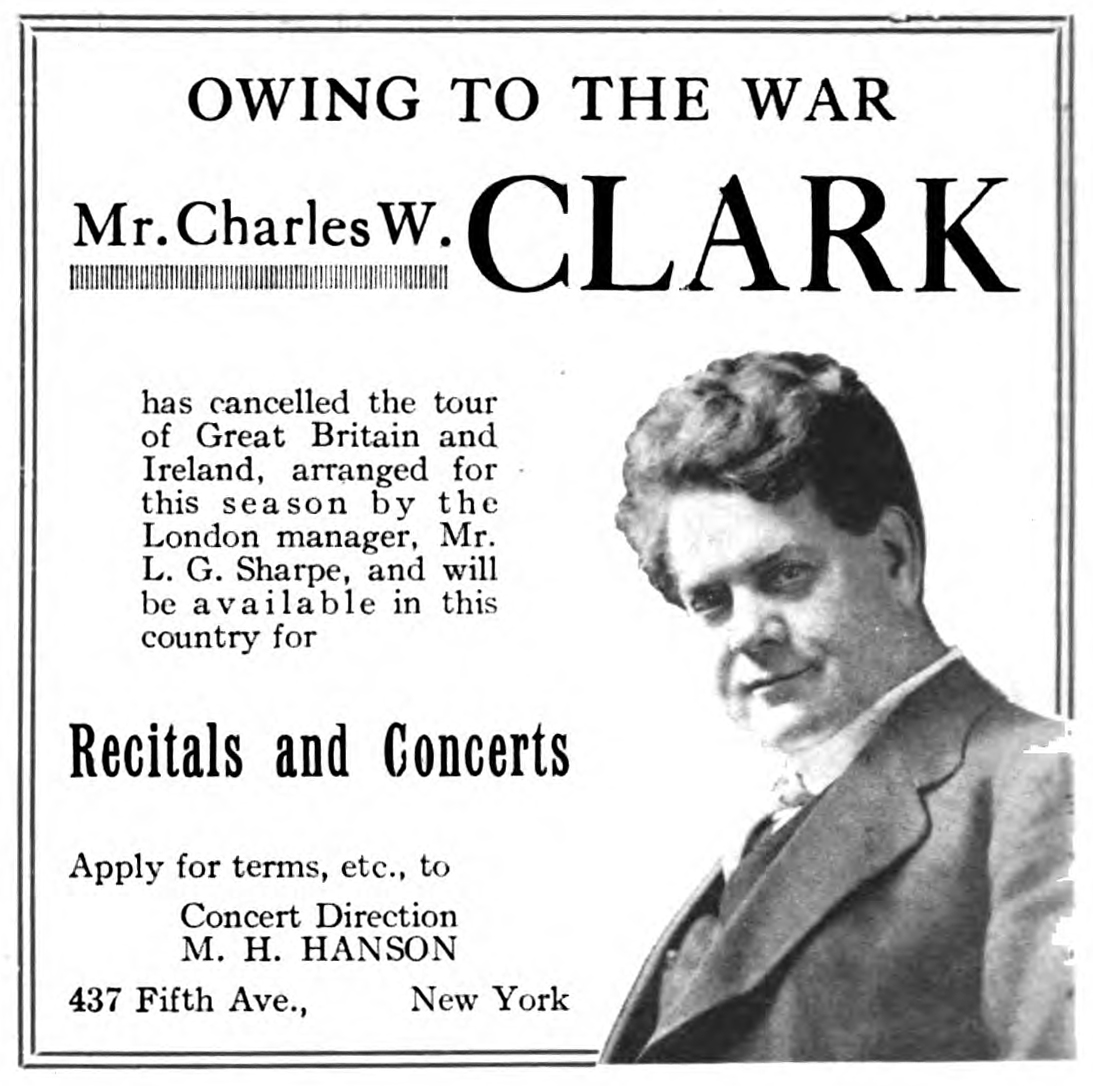
Notez que dans le chef Musical Monitor and World en 1914

Le répertoire classique Clark se composait principalement d'œuvres françaises, allemandes et italiennes, avec quelques chansons en anglais. Voici la liste des chansons que Clark avait l'habitude de chanter dans ses programmes, dans l'ordre alphabétique des auteurs.
- Die Ablosung (Alexis Hollaender)
- Letztes Gebet (Arthur Hartmann)
- A Fragment (Arthur Hartmann)
- A Slumber Song (Arthur Hartmann)
- The Lowest Trees Have Tops (Beal)
- Der Sandtrager (Bungert)
- Ich Hab ein Kleines Lied erdacht (Bungert)
- The Eagle (Busch)
- Trois Ballades de Villon (Claude Debussy)
- Les Cloches (Claude Debussy)
- Le Temps a laissé son manteau (Claude Debussy)
- Mandoline (Claude Debussy)
- Monotone (Cornelius)
- Judas (Elgar)
- O Queen of Beauty (Fairchild)
- If One Should Ask (Fairchild)
- So Much I Love (Fairchild)
- Love Dirge (Farrari)
- Joy (Farrari)
- Irish Folk Song (Foote)
- O Divine Redeemer (Gounod)
- Cavatine de Cephale et Procris (Grétry)
- De ma Barque légère (Grétry)
- Ballad of the Bonny Fiddler (Hammond)
- Recompense (Hammond)
- Where’er you Walk (Händel)
- Morning Hymn (Henschel)
- Uncle Rome (Hommer and Weedon)
- Stuttering Lovers (Hughes)
- Cato´s Advice (Huhn)
- Thy Beaming Eyes (MacDowell)
- Dream Faces (Marshall)
- I´m a Pilgrim (Marston)
- Vision Fugitive (Massenet)
- Fleeting Vision (Massenet)
- Prophet (Mendelsohnn)
- It’s Enough (Mendelsohnn)
- Sylvia, now your scorn give over (Purcell)
- I’ll sail upon the dog star (Purcell)
- Ectasy (Rummel)
- Recit et air d’Odipe a Colone (Sacchini)
- Aufenthalt (Schubert)
- Das Fischermädchen (Schubert)
- Der Doppelganger (Schubert)
- Erlkönig (Shubert)
- Die Beiden Grenadier (Schumann)
- Ich grolle nicht (Schumann)
- Fuge (Sinding)
- Wotan's Farewell (Wagner)
- O Star of Eve (Wagner)
- That Sweet Story of Old (West)